# Hooke
Hooke – wieś w Anglii, w hrabstwie Dorset. Leży 20 km na północny zachód od miasta Dorchester i 194 km na południowy zachód od Londynu.